# Harry Maguire
Jacob Harry Maguire (Sheffield, 5. ožujka 1993.) engleski je nogometaš koji igra na poziciji centralnog beka. Trenutačno igra za Manchester United.

## Klupska karijera

### Sheffield United
Nakon prolaska akademije Sheffield Uniteda, kluba koji se nalazio u borbi za ispadanje, Maguire je promoviran u prvu momčad. Za Sheffield United debitirao je 12. travnja 2011. godine u porazu od 2:0 protiv Cardiff Cityja, ušavši u igru kao zamjena te je uspio osvojiti titulu igrača utakmice. Te sezone igrao je još četiri puta za Sheffield United, no nije uspio spasiti klub od ispadanja u League One. Prvi gol za Sheffield United postigao je 6. kolovoza 2011. godine u pobjedi od 2:0 protiv Oldham Athletica. Na kraju sezone 2011./12. imenovan je Sheffield Unitedovim igračem godine i mladim igračem godine. BBC-jev Match of the Day magazin uvrstio ga je u Momčadi sezone League Onea za sezonu 2011./12.

### Hull City
Dana 29. srpnja 2014. godine prešao je u Hull City za 2,5 milijuna funti te je s tim klubom potpisao trogodišnji ugovor. Za Hull City debitirao je 21. kolovoza 2014. godine u porazu od 1:0 protiv Lokerena u prvoj utakmici doigravanja za ulazak u UEFA Europsku ligu. U Premier ligi debitirao je 20. prosinca 2014. godine kada je zamijenio Curtisa Daviesa te odigrao posljednjih 13 minuta utakmice protiv Swansea Cityja koju je Hull City izgubio 1:0.

### Wigan Athletic
Nakon samo šest odigranih utakmica u svim natjecanjima, Maguirea je Hull City 10. veljače 2015. godine poslao na jednomjesečnu posudbu u Wigan Athletic. Tjedan dana kasnije debitirao je u pobjedi od 1:0 protiv Readinga. Dana 28. veljače 2015. godine postigao je svoj prvi gol za Wigan Athletic u pobjedi od 3:1 protiv Blackpoola. Posudba je kasnije produljena do kraja sezone.

### Povratak u Hull City
Dok je Maguire bio na posudbi, Hull City ispao je iz Premier lige u Championship. Naredne je sezone Hull City uspio ostvariti promociju u Premier ligu. Tijekom sezone 2016./17. redovno je igrao u prvom sastavu. Dana 25. kolovoza 2016. godine postigao je prvi gol u pobjedi od 2:1 protiv Bristol Cityja u Engleskom Liga kupu. Na utakmici protiv Middlesbrougha odigrane 5. travnja 2017, godine bio je kapetan te je postigao prvi gol u Premier ligi. Hull City dobio je utakmicu s rezultatom 4:2. Te sezone Hull City ponovno je ispao iz Premier lige. Navijači i igrači izglasali su ga za igrača godine Hull Cityja.

### Leicester City
Dana 15. lipnja 2017. godine prešao je u Leicester City za 12 milijuna funti, s mogućim rastom iznosa transfera na 17 milijuna funti zbog bonusa. S Leicester Cityjem potpisao je petogodišnji ugovor. Za Leicester City debitirao je u porazu od 4:3 protiv Arsenala. Osam dana kasnije postigao je prvi gol za Leicester City u pobjedi od 2:0 protiv Brighton & Hove Albiona. Igrao je svaku sezonu sezone 2017./18. te je nagrađen titulom igrača sezone prema izboru kluba te titulom igrača sezone prema izboru igrača.

### Manchester United
Dana 2. kolovoza 2019. godine Leicester City prihvatio je ponudu od Manchestera Uniteda za transfer Maguirea. Procjenjuje se da je iznos transfera iznosi oko 80 milijuna funti. Iznos transfera bio je veći od 75 milijuna funti, koliko je iznosio transfer Virgila van Dijka iz Southamptona u Liverpool. Time je Maguireov transfer postao najskuplji transfer jednog braniča u povijesti nogometa. Transfer je dovršen 5. kolovoza te je Maguire potpisao šestogodišnji ugovor s Manchester Unitedom te s opcijom proširenja ugovora na još jednu godinu. Za Manchester United debitirao je 11. kolovoza 2019. godine u pobjedi od 4:0 protiv Chelseaja te je imenovan Igračem utakmice. Dana 17. siječnja 2020. godine Ole Gunnar Solskjær, menadžer Manchester Uniteda, imenovao ga je klupskim kapetanom nakon što je Ashley Young prešao u Inter Milan. Prvi gol za Manchester United postigao je devet dana kasnije u pobjedi od 6:0 protiv Tranmere Roversa u utakmici FA kupa. Prvi gol za Manchester United u Premier ligi postigao je 17. veljače 2020. godine u pobjedi od 2:0 protiv Chelseaja. Maguire je igrao svaku minutu svih 38 utakmici Premier lige koje je Manchester United igrao te je time postao prvi igrač Manchestera Uniteda koji je to postigao od 1995. godine, a da nije igrao na poziciji golmana.
Dana 25. travnja u utakmici bez golova protiv Leedsa, Maguire je izjednačio klupski rekord za najviše ligaških utakmica bez da je zamijenjen. Taj je rekord postavio Gary Pallister sa 71 ligaškim nastupom bez da je zamijenjen. Maguire nije uspio oboriti rekord budući da se ozlijedio tijekom iduće ligaške utakmice odigrane 9. svibnja protiv Aston Ville koja je poražena 3:1. Zbog te ozljede propustio je finale UEFA Europske lige 2020./21. u kojem je Villarreal dobio Manchester United na penale.

## Reprezentativna karijera
Maguire je od svih omladinskih selekcija Engleske igrao samo za Englesku do 21 godinu i to samo jedanput. Tu utakmicu Engleska je igrala protiv Sjeverne Irske 13. studenog 2012. godine te ju je Engleska dobila s rezultatom 2:0. Za A selekciju Engleske debitirao je 8. listopada 2017. godine u pobjedi od 1:0 protiv Litve. Maguire je nastupao na Svjetskom prvenstvu održanom 2018. godine u Rusiji. Svoj prvi gol za Englesku postigao je u pobjedi protiv Švedske od 2:0 u utakmici osmine finala tog natjecanja. Maguire je s Engleskom osvojio 4. mjesto na tom svjetskom prvenstvu. Bio je član engleske momčadi koja je osvojila srebro na Europskom prvenstvu 2020. Uvršten je u momčad natjecanja. Dana 15. studenog 2021. Maguire je postigao prvi pogodak na kvalifikacijskoj utakmici za Svjetsko prvenstvo 2022. protiv San Marina koji je poražen 10:0. To je bio Maguireov sedmi gol za reprezentaciju te je tim golom postao rekorder po broju golova koje je postigao neki engleski branič za reprezentaciju. Do te utakmice Maguire je dijelio rekord s Johnom Terryjem i Jackom Charltonom.

## Priznanja

### Individualna
- Član PFA Momčadi godine: 2011./12. (League One),[40] 2012./13. (League One),[41] 2013./14. (League One)[42]
- Član momčadi sezone Football League Onea: 2013./14.[43]
- Mladi igrač mjeseca English Football Leaguea: kolovoz 2011.[44]
- Igrač godine Sheffield Uniteda: 2011./12.,[45] 2012./13.,[46] 2013./14.[47]
- Mladi igrač godine Sheffield Uniteda: 2011./12.[45]
- Igrač godine Hull Cityja prema izboru navijača: 2016./17.[18]
- Igrač godine Hull Cityja prema izboru igrača: 2016./17.[18]
- Igrač sezone Leicester Cityja: 2017./18.[22]
- Igrač sezone Leicester Cityja prema izboru igrača: 2017./18.[22]
- Član momčadi sezone UEFA Europske lige: 2020./21.[48]
- Član momčadi natjecanja Europskog prvenstva: 2020.[37]

### Klupska
Hull City
- Doigravanje (Football League Championship): 2016.[49]

Manchester United
- UEFA Europska liga (finalist): UEFA Europska liga 2020./21.[50]

### Reprezentativna
Engleska
- Europsko prvenstvo (finalist): 2020.[51]
- UEFA Liga nacija (3. mjesto): 2018./19.[52]

### Klupska
Hull City
- Doigravanje za ulazak u Premier ligu: 2016.[53]

### Reprezentativna
Engleska
- UEFA Liga nacija (3. mjesto): 2018./19.[54]

## Vanjske poveznice
- Profil na web stranici Manchester Uniteda
- Profil na web stranici Engleskog nogometnog saveza
- Profil, Soccerbase  (engl.)